# Вулиця Гетьмана Косинського (Черкаси)
Ву́лиця Ге́тьмана Коси́нського — вулиця в Черкасах.

## Розташування
Вулиця починається від вулиці Героїв Чорнобиля і простягається на південний схід, впирається у вулицю Василя Стуса.

## Опис
Вулиця вузька, не асфальтована.

## Походження назви
Вулиця утворена 1893 року і називалась спочатку Дахнівською, пізніше перейменовано на честь Криштофа Косинського, гетьмана низових козаків.

## Будівлі
По вулиці розташовані лише приватні будинки.